# (5767) Moldun
(5767) Moldun (1986 RV2) – planetoida z pasa głównego asteroid okrążająca Słońce w ciągu 3,43 lat w średniej odległości 2,27 j.a. Odkryta 6 września 1986 roku.